# Fußballnationalmannschaft von Martinique (Frauen)
Die Frauenfußballnationalmannschaft von Martinique ist eine Auswahlmannschaft der Ligue de football de la Martinique, die das Überseegebiet Martinique auf internationaler Ebene bei Frauen-Länderspielen vertritt. Die Mannschaft nahm bislang nur an der Karibikmeisterschaft und am CONCACAF W Championship teil. Da der Verband kein Mitglied der FIFA ist, ist eine Teilnahme an Weltmeisterschaften nicht möglich.

## Geschichte
Ihr erstes Spiel absolvierte die Mannschaft beim CONCACAF Women’s Championship 1991. Das Spiel gegen Trinidad und Tobago endete 1:1. Nach Niederlagen gegen die USA und Mexiko belegte das Team den letzten Platz in der Gruppe. Bei der CONCACAF Women’s Championship 1998 erzielte Martinique einen Sieg gegen Puerto Rico und verlor gegen Guatemala und Kanada, womit der dritte Platz in der Gruppe belegt wurde. Martinique spielte bei der Karibikmeisterschaft 2000 in der Vorrunde gegen Guadeloupe. Nach einer Niederlage und einem Sieg wurde aufgrund des besseren Torverhältnisses die Hauptrunde erreicht. Vor Beginn der Gruppenspiele gegen Haiti, Jamaika und Bermuda wurde die Teilnahme allerdings zurückgezogen. Bei der Karibikmeisterschaft 2014, die auch als Qualifikation zum CONCACAF Women’s Gold Cup 2014 fungierte, belegte Martinique in der ersten Runde nach einem Sieg gegen Barbados und einem Unentschieden gegen Puerto Rico den ersten Platz in der Gruppe. In der zweiten Runde wurden die Spiele gegen Antigua und Barbuda und St. Kitts und Nevis gewonnen und das Spiel gegen Trinidad und Tobago verloren. Als Gruppenzweiter qualifizierte sich die Mannschaft für die Teilnahme am CONCACAF Women’s Gold Cup und für das Spiel um Platz drei der Karibikmeisterschaft, das gegen Haiti verloren wurde. Beim Gold Cup wurden dann alle Gruppenspiele gegen Jamaika, Mexiko und Costa Rica verloren. Bei der Karibikmeisterschaft 2018 hätte Martinique gegen Haiti, die Amerikanischen Jungferninseln und die Dominikanische Republik spielen sollen, zog seine Teilnahme jedoch vorher zurück. Im Rahmen der Qualifikation zum CONCACAF Women’s Gold Cup 2018 gewann Martinique gegen Guadeloupe und verlor gegen Haiti und Jamaika, womit der dritte Gruppenplatz belegt wurde. In Gruppe B2 der Qualifikation zum CONCACAF W Gold Cup 2024 erzielte Martinique einen Sieg und ein Unentschieden gegen Nicaragua, ein Sieg und eine Niederlage gegen Honduras und zwei Niederlagen gegen El Salvador, womit die Mannschaft den zweiten Platz in der Gruppe erreichte.

## Turniere

### Weltmeisterschaft
- 1991 bis 2023 – nicht teilgenommen

### CONCACAF W Championship / Gold Cup
- 1991 – Gruppenphase
- 1993 bis 1994 – nicht teilgenommen
- 1998 – Gruppenphase
- 2000 bis 2010 – nicht teilgenommen
- 2014 – Gruppenphase
- 2018 – nicht qualifiziert
- 2022 – nicht teilgenommen
- 2024 – nicht qualifiziert

### Karibikmeisterschaft
- 2000 – Teilnahme zurückgezogen
- 2014 – Vierter Platz
- 2018 – Teilnahme zurückgezogen